# Pristava (gmina Cirkulane)
Pristava – wieś w Słowenii, w gminie Cirkulane. W 2018 roku liczyła 258 mieszkańców.